# Bernd Maro
Bernd Maro (* 30. November 1949 in Régny, Frankreich; † 30. April 2022 in Wunstorf) war ein deutscher Bildhauer. Er lebte und arbeitete in Wunstorf.

## Leben
Bernd Maro studierte ab 1975 Bildhauerei in Hannover und Braunschweig. Nur wenige Jahre später machte er sich 1979 als freier Bildhauer selbständig, arbeitete auch zeitweilig in der niedersächsischen Landeshauptstadt.
Maro trat insbesondere in Norddeutschland mit Plastiken im öffentlichen Raum in Erscheinung.

## Bekannte Werke
- Bremerhaven: Robbengruppe[3]
- Bad Bevensen: Römischer Brunnen[3]
- Munster (Örtze):
  - Gänsebrunnen[3]
  - Ziege[3]

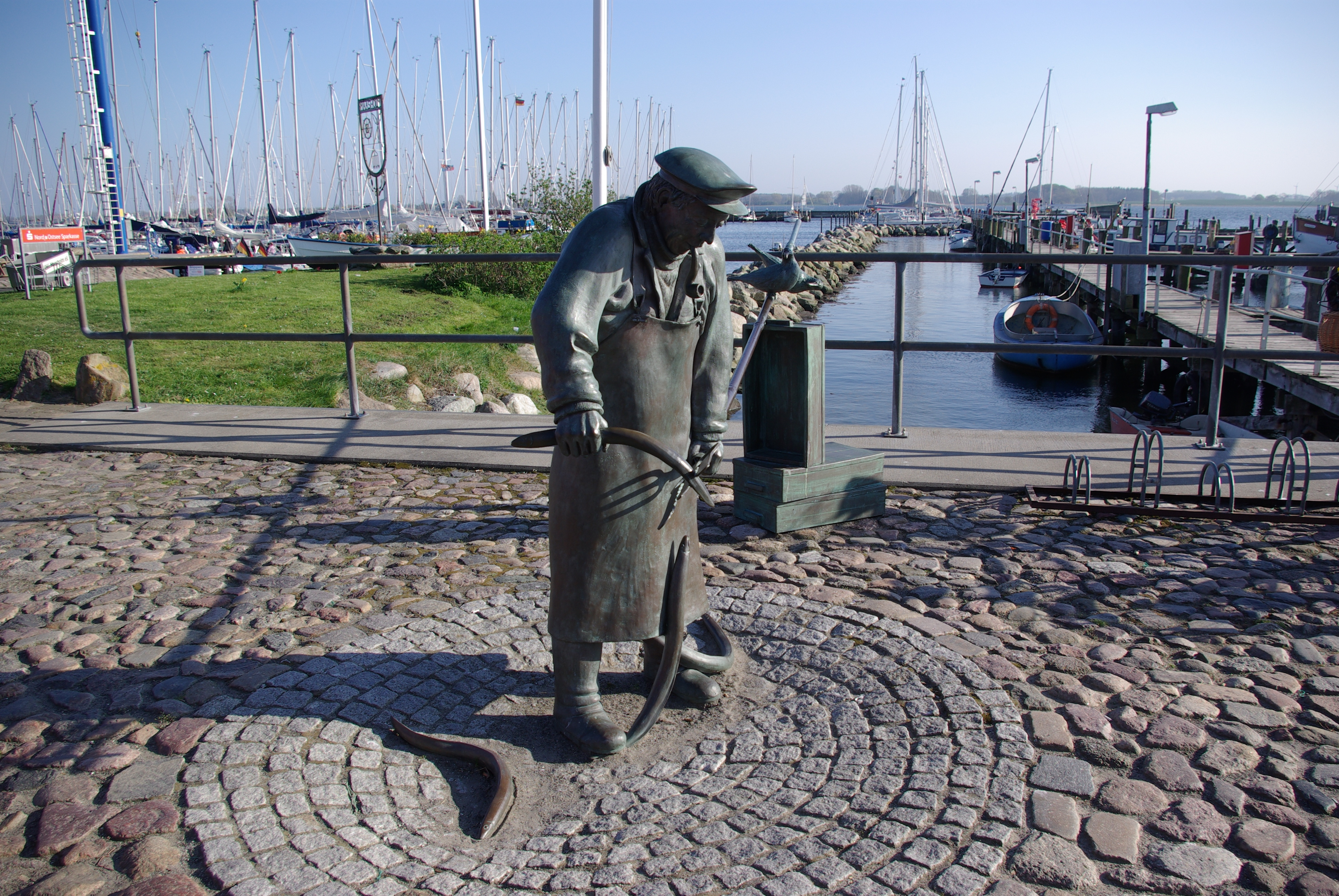
Peter Aal mit Aalstecher im Yachthafen von Maasholm, Schleswig-Holstein, 1999

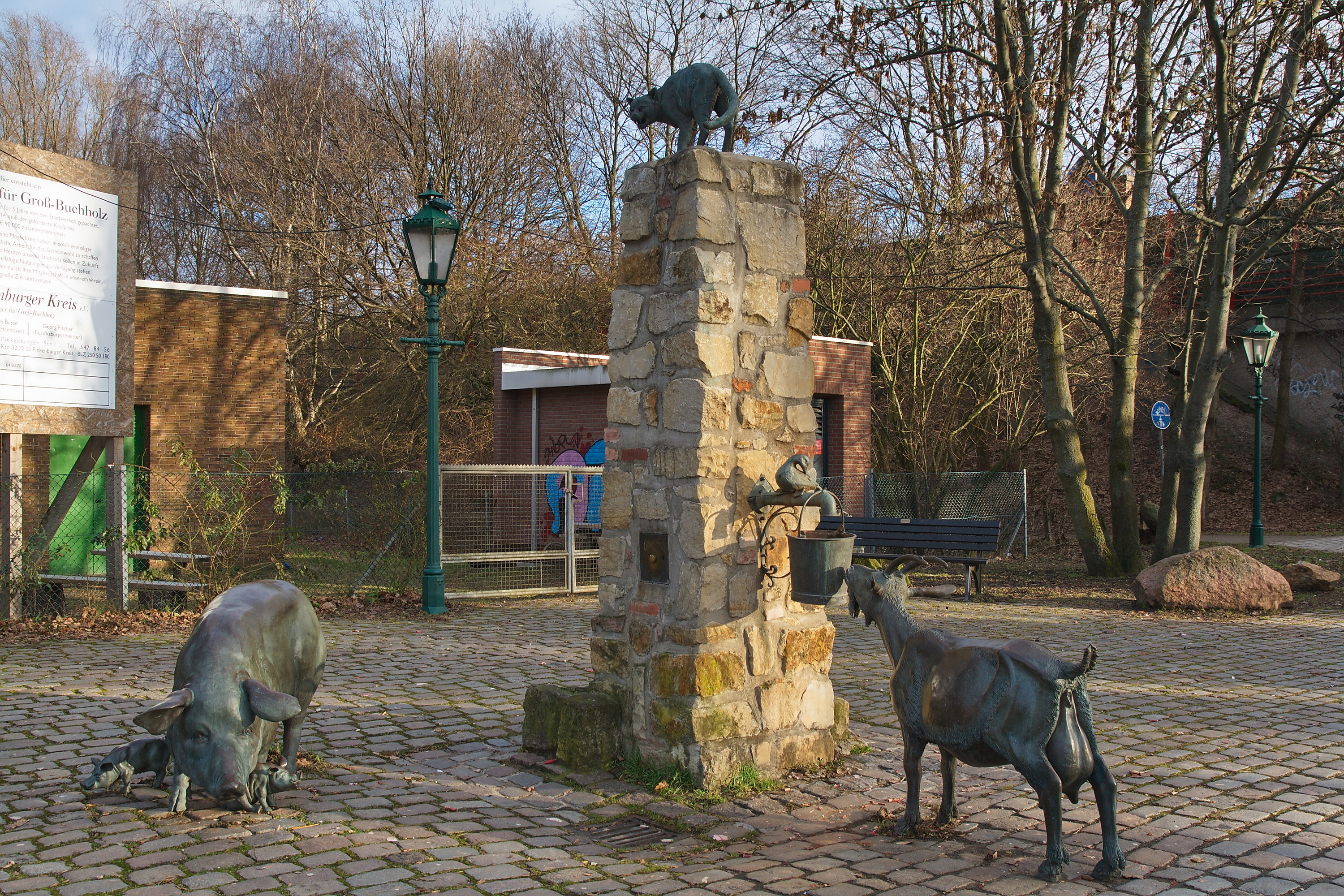
Der Dorfbrunnen in Groß-Buchholz, Hannover, 1999

- 1982 (Einweihung), Neustadt am Rübenberge: Löwe zwischen den Brücken[5]
- 1993/94, Harrislee, Am Markt: Das Wahlversprechen
- 1999, Maasholm, Yachthafen: Peter Aal[1]
- 1999, Hannover, Dorfplatz auf der Pinkenburger Straße, Groß-Buchholz: Dorfbrunnen[4]
- 2004, Preetz, Markt: Schuster mit Hund[1]
- Skulptur in Aurich[1]